# Istesjön
Istesjön är en sjö i Bollnäs kommun i Hälsingland och ingår i Ljusnans huvudavrinningsområde. Sjön är 17 meter djup, har en yta på 1,53 kvadratkilometer och är belägen 119 meter över havet. Sjön avvattnas av vattendraget Isteån (Bogårdsån). Vid provfiske har en stor mängd fiskarter fångats, bland annat abborre, braxen, gers och gädda.

## Delavrinningsområde
Istesjön ingår i det delavrinningsområde (682889-153297) som SMHI kallar för Utloppet av Istesjön. Medelhöjden är 156 meter över havet och ytan är 7,51 kvadratkilometer. Räknas de 20 avrinningsområdena uppströms in blir den ackumulerade arean 141,67 kvadratkilometer. Isteån (Bogårdsån) som avvattnar avrinningsområdet har biflödesordning 2, vilket innebär att vattnet flödar genom totalt 2 vattendrag innan det når havet efter 82 kilometer. Avrinningsområdet består mestadels av skog (62 procent). Avrinningsområdet har 1,52 kvadratkilometer vattenytor vilket ger det en sjöprocent på 20,2 procent.

## Fisk
Vid provfiske har följande fisk fångats i sjön:
- Abborre
- Braxen
- Gärs
- Gädda
- Gös
- Lake
- Löja
- Mört
- Nors
- Siklöja